# Mahananda
La Mahananda est une rivière indienne puis bangladaise d'une longueur de 360 km. Elle est un affluent en rive gauche du Gange.